# Propithex tristriata
Propithex tristriata là một loài bướm đêm trong họ Geometridae.